# Mancera de Abajo
Mancera de Abajo is een gemeente in de Spaanse provincie Salamanca in de regio Castilië en León met een oppervlakte van 23,47 km². Mancera de Abajo telt 225 inwoners (1 januari 2016).

## Demografische ontwikkeling
Bron: INE, 1857-2011: volkstellingen